# Liu Huixia
Liu Huixia est une plongeuse chinoise née le 30 novembre 1997. Elle a remporté la médaille d'or du haut-vol à 10 m synchronisé aux Jeux olympiques d'été de 2016 à Rio de Janeiro avec Chen Ruolin.